# Убальдо I Висконти
Убальдо Висконти ди Элдицио (итал. Ubaldo Visconti di Eldizio; ум. 1230) — подеста Пизы в 1214—1217 и 1227—1228 годах, с 1215 года фактический правитель юдиката Кальяри. Иногда называется Убальдо I — в отличие от одноименного племянника.
Представитель знатного пизанского рода Висконти, сын Элдицио Висконти — консула в 1184—1185 годах, и его не известной по имени жены, которая была дочерью Пьетро Торкиторио III — судьи Кальяри.
Около 1200 года правительство республики Пиза направило Убальдо Висконти во главе войска на помощь Гильому де Масса, судье Кальяри, в его борьбе с судьёй Логудоро Комитой ди Торресом. Результатом стало заключение мирного договора.
В 1212 году в Пизе началась борьба между сторонниками Висконти и их противниками, в которой первые вышли победителями. В результате Убальдо Висконти был избран подеста на трёхлетний срок (1214—1217).
В 1215 году Убальдо Висконти с помощью брата Ламберто захватил власть в юдикате Кальяри и вынудил юдикессу Бенедетту признать вассальную зависимость от Пизы (1217). При этом он сам оставался фактическим правителем. В 1220 году умер Баризоне III — муж Бенедетты, и Убальдо заставил её выйти замуж за Ламберто Висконти.
Убальдо Висконти умер в 1230 году. Его сын Джованни в 1238 году стал судьёй Галлуры.